# Колена
 Тази статия е за селото.  За анатомичната става при бозайниците вижте Коляно.  
Колена е село в Южна България. То се намира в община Стара Загора, област Стара Загора.

## География
Намира се на 14 км североизточно от град Стара Загора, на близо 30 км западно от град Нова Загора. Село Колена лежи на южните склонове на Сърнена Средна гора на 308 м надморска височина. Постоянното население наброява около 250 жители.
Климатът е умерено-континентален с влияние на Средиземноморието. Характеризира се с лека и кратка зима и продължително и топло лято.
Селото е с редовен автобусен транспорт, който го свързва със Стара Загора и Нова Загора.

## История
Името на селището идва от латинското „colina“ за хълм.

## Обществени институции
Селото е добре уредено с кметство и православен храм „Свети арх. Михаил“, два хотела с ресторанти. Има интернет достъп, кабелна телевизия и покритие на всички мобилни оператори. Най-близките училища и болница се намират в Стара Загора.

## Културни и природни забележителности
Природна забележителност „Милкини скали“
Природна забележителност, представляваща скално образувание, което е изградено от дребнозърнести пясъчници. Легендата разказва, че през 1371 г. в близост били владенията на местния феодал Хрищян. Пешеходният преход от с. Колена до „Милкини скали“ е 1 час и 30 минути.
Язовир Колена
Язовир „Колена“, или така нареченото „Сребърно езеро“, е частно водохранилище използвано в миналото за промишлена вода за завод „Агробиохим“. Днес се използва за развъдник на екзотични риби. Край него е обособена вилна зона за отдих.

## Редовни събития
Празникът на село Колена се чества за първи път на 11 ноември 2017 г. В бъдеще то ще се чества на първата събота след Архангеловден.

## Личности
- Георги Драгнев (1886 – 1955) – политик от БКП
- Генчо Тодоров (Улея) – партизанин
- Слави Нойков – участник в Септемврийското въстание през 1923 г.
- Трифон Димитров – участник в Първата световна война, Балканската война и Междусъюзническата война
- Кою Трифонов – участник във Втората световна война